# Anachariesthes abyssinica
Anachariesthes abyssinica – gatunek chrząszcza z rodziny kózkowatych i podrodziny zgrzypikowych. Jedyny przedstawiciel rodzaju Anachariesthes.

## Zasięg występowania
Afryka Wschodnia, występuje w Etiopii.